# Liste der Kulturdenkmale in Ludwigsdorf (Görlitz)
In der Liste der Kulturdenkmale in Ludwigsdorf (Görlitz) sind sämtliche Kulturdenkmale des Görlitzer Ortsteils Ludwigsdorf verzeichnet, die bis Oktober 2017 vom Landesamt für Denkmalpflege Sachsen erfasst wurden (ohne archäologische Kulturdenkmale). Die Anmerkungen sind zu beachten.
Diese Liste ist eine Teilliste der Liste der Kulturdenkmale in Görlitz.

## Liste der Kulturdenkmale in Ludwigsdorf (Görlitz)
| Bild                                    | Bezeichnung | Lage                                                         | Datierung | Beschreibung | ID       |
| --------------------------------------- | --- | ------------------------------------------------------------ | --- | --- | -------- |
| Direkt Bild zu diesem Denkmal hochladen | Seitengebäude eines Bauernhofes | Neißetalstraße 2 (Karte)                                     | Bezeichnet mit 1871 | Vorderstes Gebäude des Hofes, eingeschossig mit Drempel und zweigeschossigem Mittelteil, baugeschichtlich von Bedeutung. eingeschossig mit zweigeschossigem Mittelrisalit mit Dreiecksgiebel. | 09269587 |
|                                         | Schule mit parkartigem Garten | Neißetalstraße 6 (Karte)                                     | Um 1930 (Schule); 1932 (Garten) | Gelände 1932 vom Görlitzer Landschaftsgärtner Alfred Schubert gestaltet, heute in strukturgebenden Elementen erhalten, baugeschichtlich und gartenkünstlerisch von Bedeutung. Bau in allen Details original erhalten, darunter die Türen, Fenster und Fenstergitter, im Inneren u. a. die kleinen keramischen Wandbrunnen. | 09269588 |
| Direkt Bild zu diesem Denkmal hochladen | Wohnstallhaus und zwei Seitengebäude eines Bauernhofes | Neißetalstraße 13, 15 (Karte)                                | Bezeichnet mit 1877 (Bauernhof); 1. Hälfte 19. Jahrhundert (Seitengebäude)                                                                      | Baugeschichtlich und wirtschaftsgeschichtlich von Bedeutung. Wohnstallhaus mit Risalit mit flachem Dreiecksgiebel. Ein Seitengebäude massiv, das andere mit Fachwerkobergeschoss. | 09269589 |
| Direkt Bild zu diesem Denkmal hochladen | Wohnstallhaus eines Bauernhofs | Neißetalstraße 22 (Karte)                                    | Bezeichnet mit 1850 | Baukörper und Krüppelwalmdach original erhalten, baugeschichtlich von Bedeutung | 09269590 |
| Weitere Bilder                          | Kunstmühle; zwei Mühlengebäude mit Verbindungsgang, Nebengebäude, Mühlgraben, Wehr, und Zufahrtsbrücke, im unmittelbar an der Straße gelegenen Hauptbau der überwiegende Teil der 1930 installierten Technik noch erhalten | Neißetalstraße 33 (Karte)                                    | Bezeichnet mit 1606 (Renovierung); bezeichnet mit 1858–1859 (Getreidemühle)                                                                     | Beeindruckendes Ensemble einer Wassermühle mit Außenanlagen und Technik, baugeschichtlich, ortsgeschichtlich und technikgeschichtlich von Bedeutung. An der Fassade des Hauptgebäudes befinden sich drei Inschrifttafeln. Nach der ältesten Tafel wurde die Mühle 1606 renoviert. Die zweite Inschrift verweist auf einen grundlegenden Umbau in den Jahren 1858 und 1859. Der Mühlenkomplex in seiner heutigen Form dürfte im Wesentlichen auf diese Zeit zurückgehen. Teile des Hauptgebäudes sind älter. Ein im Besitz der Eigentümer befindlicher Umbauplan bezieht sich mit großer Wahrscheinlichkeit auf den Umbau von 1858 und 1859. Auf den Zeichnungen finden sich Mahlgänge. Damals war das Dach noch steiler. Nach einem Brand im Jahre 1929, so die dritte Tafel, wurde die Mühle, insbesondere der Hauptbau unmittelbar an der Straße, 1930 komplett mit neuer Technik ausgestattet. Diese stammt zum überwiegenden Teil von der MIAG, Werke Dresden. Zugleich erhielt das Hauptgebäude ein flaches Satteldach. Nach der Wende, 1993 hatte der Müller der Künstmühle neuere Technik (sechs Walzenstühle und eine pneumatische Passagenförderung) hinzu gekauft und die Produktion erweitert. Mittlerweile wurde diese Technik wieder verkauft. Nach Einstellung der Produktion 1997 dient die Mühle mit Kleinkunstbühne und Gastraum unterschiedlichen kulturellen Veranstaltungen. Das hintere Mühlengebäude wurde vor allem als Speicher genutzt. Darüber hinaus waren hier Wohnräume und ein Reinigungslinie mit der entsprechenden Technik untergebracht. Heute (2012) steht die Wohnraumnutzung im Vordergrund. Das kleinere Nebengebäude ist eine Remise. Das Hauptgebäude zeigt den üblichen Aufbau einer Getreidemühle mit Boden für die Haupttransmission im Erdgeschoss, Mahlboden bzw. Walzenstuhlboden, Rohrboden und Sichterboden. Die Technik hat sich trotz der neuen Nutzung weitgehend vollständig erhalten. Im Erdgeschoss befindet sich die Haupttransmission. Auf dem Walzenstuhlboden stehen in Reihe sieben Walzenstühle, fünf der Firma MIAG (Mühlenbau und Industrie A. G.), Werke Dresden und zwei der Firma Seck Dresden. Die MIAG-Stühle stammen aus den späten 1920er Jahren (1929/30), jene von Seck könnten älter sein. Darüber hinaus befinden sich hier noch weitere Aggregate, darunter Mischmaschinen, eine mit Firmenlogo Seck wurde zum Tresen umgebaut. Der Rohrboden (zweites Obergeschoss) zeigt einen Doppelwalzenstuhl, weitere Maschinen und ein Gewirr von Elevatoren. Den größten Raum nimmt hier jedoch die Kleinkunstbühne ein. Auf dem Plansichterboden stehen drei Plansichter der Firma MIAG, eine Griesputzmasche, ein Aspirateur und eine weitere Reinigungsmaschine (wohl Mantelbürstenmaschine). Abgesehen davon finden sich auf den verschiedenen Böden Elevatoren, der Bremsfahrstuhl, ein oder mehrere Filterschränke und anderweitige Technik. Außerdem hat sich noch die Wasserturbine von 1929/30 erhalten. Die Schütz-Anlage zwischen den beiden Mühlengebäuden dürfte auch aus dieser Zeit stammen. - Wehr: Festes Wehr, 2,85 m, 75,00 m,Betriebsstauhöhe 175,26 m, Grundablass Schützentafel, Art des Wehraufsatzes: Holz, Altrecht 1648, heute Wasserkraftnutzung, Fischtreppe erbaut 2010 | 09269594 |
| Direkt Bild zu diesem Denkmal hochladen | Scheune eines Bauernhofes | Neißetalstraße 43 (Karte)                                    | 1. Hälfte 19. Jahrhundert | Fachwerk, baugeschichtlich und wirtschaftsgeschichtlich von Bedeutung | 09269597 |
| Direkt Bild zu diesem Denkmal hochladen | Bauernhof mit Wohnstallhaus und anschließender Scheune, gegenüberliegendem Wirtschafts- und Stallgebäude sowie angebautem neueren Wohnhaus, Seitengebäude neben der Einfahrt und zwei Einfahrtspfeilern                    | Neißetalstraße 46 (Karte)                                    | 1. Hälfte 19. Jahrhundert (Bauernhof); um 1850 (Wohnstallhaus)                                                                                  | Baugeschichtlich und wirtschaftsgeschichtlich von Bedeutung | 09269591 |
| Direkt Bild zu diesem Denkmal hochladen | Wohnhaus und gegenüberliegende Scheune eines Dreiseithofes | Neißetalstraße 53 (Karte)                                    | Bezeichnet mit 1855–1857 | Baugeschichtlich und wirtschaftsgeschichtlich von Bedeutung | 09269556 |
| Weitere Bilder                          | Kirche, Leichenhalle, 12 Grabmale und Einfriedungsmauer mit Toranlage sowie Kirchhof | Neißetalstraße 55 (Karte)                                    | 1172/1208 Dendro (Chorturm); 1192 Dendro (Mauerhölzer Dachwerk Schiff); ab 1. Hälfte 13. Jahrhundert (Kirche); mittelalterlich (Kirchhofsmauer) | Baugeschichtlich, kunstgeschichtlich und ortsgeschichtlich von Bedeutung. Einschiffiger Bau mit in der Oberlausitz seltenem Chorturm, 1. Hälfte 13. Jahrhundert, Umbauten des 16. Jahrhunderts. Verputzter Bruchsteinbau mit angeputzter Eckquaderung, steilem Satteldach, eingezogenem Chorturm mit Satteldach und halbrunder Apsis mit zwei spätromanischen Rundbogenfenstern und einem gotischen Spitzbogenfenster, an der Chornordseite im unteren Teil ein weiteres spätromanisches Fenster erhalten. An der Schiffsnordwand Frombergsche Gruft auf rechteckigem Grundriss mit barockem Eingangsportal, über zwei ionischen Pilastern flacher Dreieckgiebel, darin blinde Wappenkartusche, 1. Hälfte 18. Jahrhundert. An der Südseite des Langhauses frühgotisches Spitzbogenportal mit Gewändesäulen und Blattkapitellen sowie Resten der mit Akanthus besetzten Archivolten, bei Restaurierungsarbeiten 1994 freigelegt. Das breite Schiff besitzt ein Netzgewölbe auf eingezogenen Strebepfeilern, um 1540. Spitzbogiger Triumphbogen zum kreuzrippengewölbten Chor. Schlichte Holzempore im Norden, bezeichnet 1587, im Süden, datiert 1653, im Westen doppelte Emporen, die obere mit Dockenbrüstung. In der Apsis verblasste Bemalung der Kalotte, 19. Jahrhundert. Einfache Holzmensa von 1830. Die Kanzel aus Holz mit den farbig gefassten Figuren des Moses und der Evangelisten zwischen Holzsäulen, 2. Hälfte 17. Jahrhundert, seitlich Kanzeluhr aus dem 17. Jahrhundert, schmucklose Sandsteintaufe auf oktogonalem Fuß von 1744. Orgel von Schlag, 1872. Am Turmaufgang drei figürliche Grabsteine des frühen 18. Jahrhunderts. Die in großen Teilen erhaltene mittelalterliche Friedhofsmauer als Wehrmauer gebildet, 15. Jahrhundert. Kirche möglicherweise nicht Mitte 13. Jahrhundert, sondern eher, Toranlage mit drei Pfeilern. Grabmale: 1. Grabmal Familie Julius Schulze (1845–1881), Gutsbesitzer 2. zwei biedermeierliche Grabmale der Familie Liebe, Inschriften angewittert, um 1840 3. Grabmal Familie Richard Michel, 19. Jh., Grabstein in Zweitverwendung 4. Grabmal Familie Wilhelm Trautmann (1883–1920) 5. vier barocke Grabmale der Familie Bergmann (Pfarrer) im Kirchennebenraum 6. ein barockes Grabmal in der Kirchenvorhalle 7. Grabmal Alfred Dominik (?–1916) 8. Grabmal August Seifert (1849–1918) Frühgotisches Portal Netzrippengewölbe vermutlich im späten 15. Jahrhundert für eine flache Decke. Emporen zweite Hälfte 17./ frühes 18. Jahrhundert. Bei Sanierung 2005 mittelalterliche Befunde umgesetzt. | 09269557 |
| Direkt Bild zu diesem Denkmal hochladen | Alte Kantorschule | Neißetalstraße 57 (Karte)                                    | 1816 | Nach dem Ersten Weltkrieg als Kantorwohnung umgebaut, der Schule wich 1816 ein älteres Schulgebäude, baugeschichtlich und ortsgeschichtlich von Bedeutung | 09269558 |
| Direkt Bild zu diesem Denkmal hochladen | Pfarrhaus | Neißetalstraße 59 (Karte)                                    | Ab 17. Jahrhundert | Bestehend aus zwei Flügeln im Winkel, Umbau und neuer Anbau 1860/61, baugeschichtlich und ortsgeschichtlich von Bedeutung | 09302891 |
| Weitere Bilder                          | Friedenseiche und kleiner Gedenkstein für die Gefallenen im Deutsch-Französischen Krieg | Neißetalstraße 68 (gegenüber) (Karte)                        | Nach 1871 | Regionalgeschichtlich von Bedeutung | 09269592 |
| Direkt Bild zu diesem Denkmal hochladen | Zwei Scheunen eines Bauernhofs | Neißetalstraße 76 (Karte)                                    | Um 1880 | Anspruchsvolle neugotische Gestaltung, baugeschichtlich und wirtschaftsgeschichtlich von Bedeutung, eine Scheune hinten quer, die andere rechts | 09269593 |
| Direkt Bild zu diesem Denkmal hochladen | Bauernhof mit Wohnhaus, angebautem Wirtschaftsgebäude mit Kumthalle sowie hinten quer liegender Scheune mit Durchfahrt | Neißetalstraße 86 (Karte)                                    | Um 1850 | Baugeschichtlich und wirtschaftsgeschichtlich von Bedeutung | 09269595 |
| Direkt Bild zu diesem Denkmal hochladen | Gasthof mit Saal | Neißetalstraße 102 (Karte)                                   | Um 1850 | Stattlicher Bau, baugeschichtlich und ortsgeschichtlich von Bedeutung | 09269596 |
| Direkt Bild zu diesem Denkmal hochladen | Rittergut Niederludwigsdorf (Sachgesamtheit) | Neißetalstraße 104, Pfeiffergasse 4 (Karte)                  | Bezeichnet mit 1773 (Herrenhaus) | Baugeschichtlich und ortsgeschichtlich von Bedeutung, sogenanntes Demischgut | 09301267 |
| Direkt Bild zu diesem Denkmal hochladen | Herrenhaus (Einzeldenkmal zu ID-Nr. 09301267) | Neißetalstraße 104 (Karte)                                   | Bezeichnet mit 1773 | Einzeldenkmal der Sachgesamtheit Rittergut Niederludwigsdorf; baugeschichtlich und ortsgeschichtlich von Bedeutung | 09269555 |
| Direkt Bild zu diesem Denkmal hochladen | Linkes Wirtschaftsgebäude mit Wohnteil und Scheune (Einzeldenkmal zu ID-Nr. 09301267) | Pfeiffergasse 4 (Hauptanschrift: Neißetalstraße 104) (Karte) | | Einzeldenkmal der Sachgesamtheit Rittergut Niederludwigsdorf; baugeschichtlich und ortsgeschichtlich von Bedeutung | 09269555 |
| Weitere Bilder                          | Spritzenhaus | Rothenburger Landstraße (Karte)                              | Bezeichnet mit 1931 | Schlauchturm aus Backstein, sonst Putzbau, ortsgeschichtlich von Bedeutung | 09269586 |
|                                         | Denkmal für die Gefallenen im Deutsch-Französischen Krieg | Rothenburger Landstraße (Karte)                              | Nach 1871 | Anspruchsvoll gestalteter Obelisk, regionalgeschichtlich von Bedeutung | 09269585 |
|                                         | Denkmal für die Gefallenen des Ersten Weltkriegs, mit Einfriedung | Rothenburger Landstraße (Karte)                              | Nach 1918 | Anspruchsvoll gestalteter Obelisk, ortsgeschichtlich von Bedeutung | 09269583 |
| Direkt Bild zu diesem Denkmal hochladen | Wohnhaus und Holzpumpe | Rothenburger Landstraße 7 (Karte)                            | Um 1880 | Wohnhaus eingeschossig mit Drempel und zweigeschossigem Mittelteil mit Dreiecksgiebel, baugeschichtlich von Bedeutung | 09269574 |
| Direkt Bild zu diesem Denkmal hochladen | Wohnhaus (ehemalige Bäckerei) und Holzpumpe | Rothenburger Landstraße 11 (Karte)                           | Um 1870 | Haus anspruchsvoll mit Putzgliederungen und Zwerchgiebel gestaltet, baugeschichtlich und wirtschaftsgeschichtlich von Bedeutung | 09269573 |
| Direkt Bild zu diesem Denkmal hochladen | Häusleranwesen | Rothenburger Landstraße 27 (Karte)                           | 1. Hälfte 19. Jahrhundert | Eingeschossig, schlicht, baugeschichtlich von Bedeutung, originaler Zustand mit gemalten Dreiecksgiebeln | 09269570 |
|                                         | Seitengebäude | Rothenburger Landstraße 57 (Karte)                           | Um 1800 | Obergeschoss Fachwerk, baugeschichtlich und wirtschaftsgeschichtlich von Bedeutung, mit Keller | 09269577 |
| Direkt Bild zu diesem Denkmal hochladen | Gerichtskretscham; Gasthof mit Saal | Rothenburger Landstraße 60 (Karte)                           | Bezeichnet mit 1849 | Ortsgeschichtlich und ortsbildprägend von Bedeutung | 09269581 |
| Direkt Bild zu diesem Denkmal hochladen | Wohnhaus | Rothenburger Landstraße 73 (Karte)                           | Bezeichnet mit 1863 | Mit Anklängen an den Schweizerstil, baugeschichtlich von Bedeutung, eingeschossig mit Drempelgeschoss, hoher Mittelgiebel | 09269578 |
| Direkt Bild zu diesem Denkmal hochladen | Wohnhaus eines Bauernhofs | Rothenburger Landstraße 77 (Karte)                           | Bezeichnet mit 1881 | Anspruchsvoll gestaltet mit Mittelrisalit mit flachem Dreiecksgiebel und Gurtgesims, baugeschichtlich von Bedeutung | 09269579 |
| Direkt Bild zu diesem Denkmal hochladen | Wohnhaus | Rothenburger Landstraße 83 (Karte)                           | Um 1870 | Anspruchsvoll gestaltet mit Mittelrisalit mit flachem Dreiecksgiebel, baugeschichtlich von Bedeutung. Alle Gesimse und Putzgliederungen erhalten. | 09269580 |
| Direkt Bild zu diesem Denkmal hochladen | Wohnstallhaus eines Bauernhofs | Rothenburger Landstraße 121 (Karte)                          | Um 1800 | Baugeschichtlich von Bedeutung | 09269582 |
| Direkt Bild zu diesem Denkmal hochladen | Wohnhaus eines ehemaligen Bauernhofs | Rothenburger Landstraße 131, 133 (Karte)                     | Bezeichnet mit 1879 | Anspruchsvoll gestaltet mit Fensterbedachungen und Gurtgesims, baugeschichtlich von Bedeutung | 09269584 |
| Direkt Bild zu diesem Denkmal hochladen | Schule | Schäfereiweg 5 (Karte)                                       | 1860er Jahre | Mit Eingangs-Mittelrisalit mit Dreiecksgiebel, Putznutungen, baugeschichtlich und ortsgeschichtlich von Bedeutung | 09269572 |

## Tabellenlegende
- Bild: Bild des Kulturdenkmals, ggf. zusätzlich mit einem Link zu weiteren Fotos des Kulturdenkmals im Medienarchiv Wikimedia Commons. Wenn man auf das Kamerasymbol klickt, können Fotos zu Kulturdenkmalen aus dieser Liste hochgeladen werden:
- Bezeichnung: Denkmalgeschützte Objekte und ggf. Bauwerksname des Kulturdenkmals
- Lage: Straßenname und Hausnummer oder Flurstücknummer des Kulturdenkmals. Die Grundsortierung der Liste erfolgt nach dieser Adresse. Der Link (Karte) führt zu verschiedenen Kartendiensten mit der Position des Kulturdenkmals. Fehlt dieser Link, wurden die Koordinaten noch nicht eingetragen. Sind diese bekannt, können sie über ein Tool mit einer Kartenansicht einfach nachgetragen werden. In dieser Kartenansicht sind Kulturdenkmale ohne Koordinaten mit einem roten bzw. orangen Marker dargestellt und können durch Verschieben auf die richtige Position in der Karte mit Koordinaten versehen werden. Kulturdenkmale ohne Bild sind an einem blauen bzw. roten Marker erkennbar.
- Datierung: Baubeginn, Fertigstellung, Datum der Erstnennung oder grobe zeitliche Einordnung entsprechend des Eintrags in der sächsischen Denkmaldatenbank
- Beschreibung: Kurzcharakteristik des Kulturdenkmals entsprechend des Eintrags in der sächsischen Denkmaldatenbank, ggf. ergänzt durch die dort nur selten veröffentlichten Erfassungstexte oder zusätzliche Informationen
- ID: Vom Landesamt für Denkmalpflege Sachsen vergebene, das Kulturdenkmal eindeutig identifizierende Objekt-Nummer. Der Link führt zum PDF-Denkmaldokument des Landesamtes für Denkmalpflege Sachsen. Bei ehemaligen Kulturdenkmalen können die Objektnummern unbekannt sein und deshalb fehlen bzw. die Links von aus der Datenbank entfernten Objektnummern ins Leere führen. Ein ggf. vorhandenes Icon  führt zu den Angaben des Kulturdenkmals bei Wikidata.